# Bouda u Těchonína
Bouda u Těchonína este o arie protejată (arie specială de conservare — SAC, sit de importanță comunitară — SCI) din Republica Cehă întinsă pe o suprafață de 0,03 ha, integral pe uscat.

## Localizare
Centrul sitului Bouda u Těchonína este situat la coordonatele 50°04′10″N 16°40′38″E / 50.069444°N 16.677222°E.

## Înființare
Situl Bouda u Těchonína a fost declarat sit de importanță comunitară în aprilie 2005 pentru a proteja 2 specii de animale. Situl a fost protejat și ca arie specială de conservare în octombrie 2013.

## Biodiversitate
Situată în ecoregiunea continentală, aria protejată nu include niciun habitat protejat.
La baza desemnării sitului se află mai multe specii protejate de  mamifere (2): liliac cârn (Barbastella barbastellus), liliac comun (Myotis myotis).